# 樽味萌花
樽味 萌花（たるみ もえか、1994年1月24日 - ）は、日本の女優、タレント、モデルである。神奈川県横浜市出身。

## 人物
- 趣味は散歩、料理。
- 特技は絵を描くこと、物作り。
- 姉が1人いる。

## 出演

### テレビドラマ
- マジすか学園2（2011年5月、テレビ東京）
- ドン★キホーテ（2011年7月、日本テレビ）
- 仮面ライダーフォーゼ（2011年9月、テレビ朝日）

### バラエティ
- ちゅろすでChu!（2006年1月 - 10月、メガポート）
- 中居正広の金曜日のスマたちへ（2006年3月、TBS） - 浅田舞 役
- ワンナイR&R（2006年3月、フジテレビ）

### 映画
- REFLECTIONS（2005年3月）

### オリジナルビデオ
- 渋谷の女子高生たちが語った呪いのリスト9（2010年11月26日、アムモ98）

### 舞台
- 劇団グリーンキッズ『アラジン』（2000年4月） - ジュータン 役
- 劇団グリーンキッズ『アラジンⅡ』（2002年11月） - アブー 役
- 劇団クラーナジュネス『奇跡の微笑』（2004年3月） - 小天使 役
- GUNJI PRODUCE ミュージカル『PRESENT2008』（2008年11月、新宿シアターアプル）
- GUNJI PRODUCE ミュージカル『アリババとモルギアナ王女』（2009年3月、銀座みゆき館劇場） - シャムス姫 役
- GUNJI PRODUCE ミュージカル『CHANCE2009』（2009年8月、ムーブ町屋） - 田島薫 役
- GUNJI PRODUCE ミュージカル『アリババとモルギアナ王女』再演（2009年10月、アトリエ・アプローズ世田谷） - シャムス姫 役
- 下北沢発プレイヤーズアイドルshimokita5『キャンディ・パーティ〜過去と未来の忘れもの〜』（2010年7月27日 - 8月1日、下北沢小劇場楽園）
- 下北沢発プレイヤーズアイドルshimokita5『G・A〜ジー・エー〜』（2011年7月26日 - 31日、下北沢小劇場楽園）[1]
- STRAYDOG Seedling公演『月と箱舟』（2012年5月30日 - 6月3日、池袋GEKIBA） - 新庄 役